# Litoria tornieri
Litoria tornieri är en groddjursart som först beskrevs av Fritz Nieden 1923.  Litoria tornieri ingår i släktet Litoria och familjen lövgrodor. IUCN kategoriserar arten globalt som livskraftig. Inga underarter finns listade i Catalogue of Life.